# Province de Quảng Trị
Quảng Trị est une des provinces de la région de la côte centrale du Nord du Viêt Nam. Son chef-lieu est Đông Hà.
C'était une base militaire importante américaine durant la guerre du Viêt Nam, située à la frontière entre la République du Viêt Nam et la République démocratique du Viêt Nam.

## Géographie
La province de Quảng Trị est subdivisée en 10 divisions administratives (2 villes et 8 districts) :

### Villes
- Đông Hà
- Quảng Trị (ville)

### Districts
- Cam Lộ
- Cồn Cỏ
- Đa Krông
- Gio Linh
- Hải Lăng
- Hướng Hóa
- Triệu Phong
- Vĩnh Linh

## Environnement
Intensément bombardée durant la Guerre du Vietnam, la province est encore lourdement contaminée par des munitions non explosées. Selon les autorités, 83 % de sa superficie serait concernée